# Isla Cochinos
Isla Cochinos är en ö i Chile.   Den ligger i regionen Región de Los Lagos, i den södra delen av landet, 1 000 km söder om huvudstaden Santiago de Chile. Arean är 0,22 kvadratkilometer.
Terrängen på Isla Cochinos är mycket platt. Öns högsta punkt är 42 meter över havet. Den sträcker sig 0,6 kilometer i nord-sydlig riktning, och 0,5 kilometer i öst-västlig riktning.
Runt Isla Cochinos är det ganska glesbefolkat, med 29 invånare per kvadratkilometer.